# День бездомного человека
День бездомного человека — ежегодная общественная акция, призванная привлечь внимание к проблемам бездомных людей в России. Днём бездомных выбран последний понедельник марта как «трудный день» всё ещё холодного месяца. С 2021 года у акции появилась фиксированная дата — 30 марта.

## История
Впервые День бездомного человека был проведён 27 марта 2017 года по инициативе фонда «Нужна помощь», сайта «Такие дела» и благотворительной организации «Ночлежка». Организаторы отметили, что вдохновением для мероприятия стала работа «Ночлежки» и волонтёрского объединения «Друзья общины святого Эгидия». Партнёрами акции стали телеканал «Дождь», сайт вопросов и ответов The Question, радио «Москва FM», журналы «Сноб» и Time Out. Сеть кафе-пекарен «Хлебъ Насущный» передала 1,5 тысячи пирожков и сэндвичей столовым, где могли пообедать бездомные, а транспорт для развозки продуктов предоставила служба грузоперевозок Mover. В рамках программы дня «Ночлежку» посетил бывший министр Франции по социальным и гуманитарным вопросам и сооснователь «Врачей без границ» доктор Ксавье Эммануэлли. В эфире «Дождя» вышла серия видеороликов «Право на тепло», в которых знаменитости читали некрологи в память об умерших бездомных, а другие бездомные зачитывали прогноз погоды с крыш городских зданий. В День бездомного человека 2017 года «Ночлежка» выпустила серию интервью с самими бездомными, социальными работниками, врачами и другими людьми, знающими о сложившейся ситуации не понаслышке. Сайт «Такие дела» и фонд «Нужна помощь» выпустили документальный интерактивный анимационный веб-проект «Жили-были», рассказывающий 5 настоящих историй бездомных людей. В ноябре 2017 года проект победил в номинациях «Некоммерческие digital-работы» и «Дизайн» в конкурсе креативного фестиваля Great Eight (G8). Также проект вышел в финал конкурса World Press Photo Digital Storytelling Contest и в апреле 2018 года занял третье место в категории Innovative Storytelling.
В 2018 году День бездомного человека пришёлся на 26 марта. В этот день «Друзья общины святого Эгидия» провели акцию «Открытый микрофон», в рамках которой была записана серия интервью с людьми, оказавшимися на улице. Материалы интервью планировалось использовать в радиопередачах из цикла «Адреса милосердия» в эфире «Радио России» и радиостанции «Маяк». Компания «Яндекс» совместно с сайтом «Такие дела» выпустила интерактивную игру по спасению бездомного, оказавшегося в таких же погодных условиях, что и пользователь. Кампании по сбору средств в пользу фондов, работающих с бездомными, провели сеть магазинов «Лента» и платформа авторского кино «Пилигрим». В Санкт-Петербурге «Ночлежка» совместно с городскими гостиницами организовала акцию «Ночь в отеле», в рамках которой отели «Метрополис», «Невский Форум», Majestic Boutique Hotel Deluxe, «Невский контур», «Библиотека», «Атлантика», «Оникс», 6 Line Hotel, Elite Realty Setvices и бутик-отель DOM перечислили реабилитационному приюту стоимость одной ночи в своих номерах. Открытые лекции, посвящённые помощи бездомным, прошли в Москве и Перми. Ряд изданий приурочили ко Дню бездомного человека выпуск материалов, посвящённых историям людей, оказавшихся в сложных жизненных ситуациях. В частности, «Афиша Daily» рассказала историю женщины, ставшей жертвой квартирных мошенников, Buro 24/7 выпустило инструкцию по помощи бездомным, а сайт «Такие дела» выпустил авторскую колонку своего журналиста об опыте жизни без дома.
В 2019 году ко Дню бездомного человека появилось сразу несколько просветительских проектов. Благотворительная организация «Ночлежка» и рекламное агентство Action создали «Бездомный сайт» — страницу, на которой размещены пять документальных историй о жизни людей, оказавшихся на улице. С 2019 года к социальной рекламной кампании «Проверка зрения» присоединились многие столичные музеи, театры и выставочные залы. Торговая сеть «Лента» при содействии волонтёров «Ночлежки» провела сбор товаров и предметов первой необходимости для нуждающихся в нескольких своих магазинах в Петербурге и Москве. Портал Lenta.ru совместно с «Ночлежкой» подготовил документальный сериал «Грош».
Среди участников акций ко Дню бездомного человека 2020 года были библиотеки (22 петербургские и 34 московские), издательства, книжные магазины, музеи, электронные библиотеки, портал Storytel; телеканал «Дождь», «Новая газета», «Ведомости», «Эхо Москвы» и другие СМИ; культурные центры, кинотеатры, а также известные медийные персоны.
В марте 2021 года на мониторах в салонах петербургских автобусов транслировался видеоролик с участием Noize MC, Бориса Гребенщикова, певицы Гречки и основателя группы СБПЧ Кирилла Иванова. Ролик был создан агентствами Great и Cooldown production и появился в городском транспорте благодаря сотрудничеству «Ночлежки» с Transit Media Group и СПб ГУП «Пассажиравтотранс». По случаю Дня бездомного человека бар «Стрелка», сотрудничающий с «Ночлежкой» с 2020 года, в течение некоторого времени передавал часть выручки на реализацию программ московского центра благотворительной организации. В интернет-пространстве свои материалы к Дню бездомного человека подготовили проект Arzamas и издание Meduza. Популярный блогер Руслан Усачев вместе с другими волонтерами раздавал горячую еду в одном из рейсов Ночного автобуса в Санкт-Петербурге.